# Prevalje pod Krimom
Prevalje pod Krimom je naselje v Občini Brezovica.